# Eutreta parasparsa
Eutreta parasparsa är en tvåvingeart som beskrevs av Blanchard 1965. Eutreta parasparsa ingår i släktet Eutreta och familjen borrflugor. Inga underarter finns listade i Catalogue of Life.